# South Melbourne (Victoria)

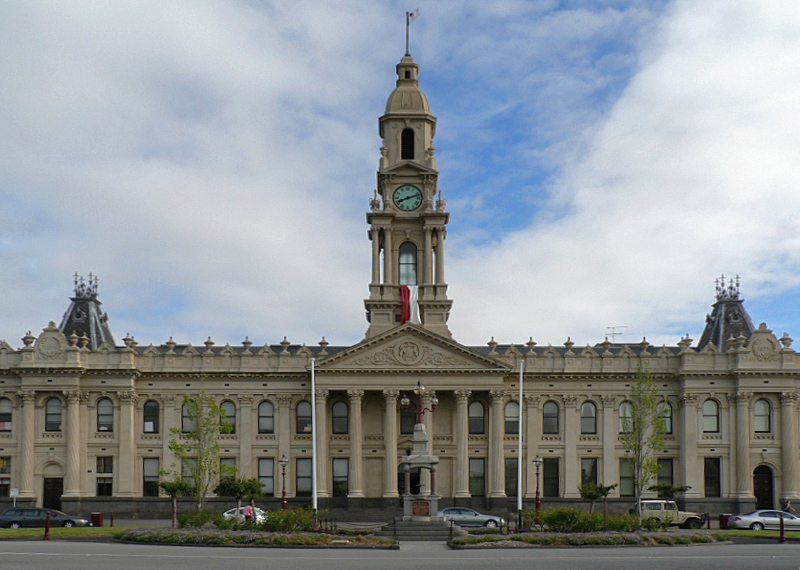
Municipio

South Melbourne è un sobborgo di Melbourne, città australiana del Victoria. Dista 2 km dal centro di Melbourne. La sua Local Government Area comprende City of Port Phillip e Melbourne.
Fu il primo sobborgo di Melbourne ad assumere pieno status di municipalità e insieme a Fitzroy è uno dei più antichi della città. Storicamente è noto come Emerald Hill.
Vi ha sede il South Melbourne FC, squadra di calcio.